# Гончарук Володимир Андрійович
Володимир Андрійович Гончарук (23 березня 1918, село Чемериське — 12 липня 1942) — стрілець-бомбардир 44-го окремого швидкісного бомбардувального авіаційного полку Ленінградського фронту, лейтенант, Герой Радянського Союзу (1943 — посмертно).

## Біографія
Народився 23 березня 1918 року в селі Чемериському (нині Звенигородського району Черкаської області, Україна) в селянській родині. Українець. Закінчив 7 класів. Працював лаборантом на тютюново-махорочній фабриці. Закінчив робітфак зв'язку в Одесі.
У Червоній Армії з 1939 року. У 1940 році закінчив Харківську військову авіаційну школу льотчиків-спостерігачів.
Учасник Великої Вітчизняної війни з червня 1941 року. Лейтенант В. А. Гончарук воював на Ленінградському фронті стрільцем-бомбардиром 44-го швидкісного бомбардувального авіаполку, здійснивши 58 бойових вильотів на бомбардування скупчень військ противника.
12 липня 1942 в районі населеного пункту Лемболово (Всеволожський район Ленінградської області) літак над ціллю був підбитий зенітним вогнем супротивника. Прицільно скинувши бомби, екіпаж у складі капітана Альошина С. М., лейтенанта Гончарука В. А. та старшого сержанта Боброва М. О. вирішив не стрибати з парашутом назустріч полону. Коли полум'я охопило всю машину, пілот перевів її в круте піке, обрушивши палаючий бомбардувальник на артилерійську батарею ворога.

## Нагороди
Указом Президії Верховної Ради СРСР від 10 лютого 1943 Гончаруку Володимиру Андрійовичу посмертно присвоєно звання Героя Радянського Союзу. Нагороджений орденом Леніна.

## Вшанування пам'яті
На місці загибелі екіпажу споруджено обеліск. У рідному селі Герою встановлено пам'ятник. Його ім'я було присвоєно колгоспові в селі Чижівка Звенигородського району Черкаської області України.